# Метод номинальных групп
Метод номинальных групп (англ. nominal group technique) — вариант мозгового штурма, основанный на анонимном генерировании идей направленный на более полное участие членов команды в генерации идей.

## Методика
Обычно, включает в себя пять этапов:
- Введение и объяснение: ведущий приветствует участников и объясняет им цель и порядок проведения собрания.
- Анонимная генерации идей: координатор предоставляет каждому участнику лист бумаги с вопросами которые должны быть рассмотрены и попросит записать все идеи, которые приходят на ум при рассмотрении вопроса. В течение этого периода, ведущий просит участников не обсуждать свои идеи с другими. Этот этап длится около 10 минут.
- Обмен идеями: координатор предлагает участникам поделиться идеями, которые они придумали. Он записывает каждую идею. На данном этапе не проводится дебатов, а участникам предлагается записать любые новые идеи, которые могут возникнуть от прослушивания чужих предложений. Этот процесс гарантирует, что все участники получают возможность сделать равный вклад и предоставляет письменные записи всех идей, порожденных группой. Этот этап может занять 15-30 минут.
- Групповая дискуссия: участникам предлагается дать словесные объяснения или дополнительную информацию о любой из идей коллег. Задача посредника заключается в обеспечении право участников внести свой вклад и контроль сроков дискуссии. Важно, чтобы этот процесс как можно более нейтральным, избегая суждений и критики. Группа может предложить новые темы для обсуждения и комбинировать предметы по категориям. Например, одна группа может работать над выбором цвета для продукта, а, другая может думать над размером и так далее, но идеи не должны быть потеряны. Этот этап длится 30-45 минут.
- Голосование и рейтинг: определение приоритета записанных идей по отношению к первоначальному вопросу. Вслед за процессом голосования и рейтинга, результаты должны быть доступны участникам для признания их заслуг.

Количество номинальных совещаний групп, которое состоится, будет зависеть от характера вопроса и доступности для ключевых заинтересованных сторон.
Тренировка команды может занять несколько сессий практики. Однако без этого к мозговому штурму важных задач лучше не приступать.